# Catherine (film, 1936)
Pour les articles homonymes, voir Catherine.
Pour plus de détails, voir Fiche technique et Distribution.
Catherine (titre original : Catherine die Letzte) est un film autrichien réalisé par Hermann Kosterlitz sorti en 1936.
Cette adaptation d'un roman de Sándor Hunyady (hu) est le dernier film européen de nombreux artistes d'origine juive avant leur émigration comme Hermann Kosterlitz qui prendra le nom de Henry Koster quand il deviendra un réalisateur américain.

## Synopsis
Catherine est une fille de la campagne très simple qui ne sait ni écrire ni lire. En tant qu'aide cuisinière, elle trouve un emploi chez l'industriel Sixtus Braun. Sybill, la fille de Braun, n'a pas la tâche facile avec son père strict, qui la veille avec des yeux d'aigle. Sibyll est tombée amoureuse de Hans von Gerstikow, un jeune homme issu d'une famille aussi bonne que riche, mais qui atteint ses objectifs avec une certaine impudence et imprudence. Hans ne convient pas du tout au vieux Braun, et il obtient des informations sur lui. Sybill a maintenant interdiction de sortir, et le propriétaire oblige ses employés à surveiller strictement cette interdiction et à ne pas laisser Gerstikow entrer dans la maison. Seule la simple Catherine, qui est elle-même traitée comme une Cendrillon par les autres domestiques, ne connaît pas cette instruction, de sorte qu'elle ne sait rien du verdict du père strict.
Hans n'abandonne pas et veut vraiment revoir sa petite amie. Il prend l'uniforme d'un chauffeur et se rapproche ainsi de Catherine, juste pour pouvoir se rapprocher de Sybill. Grâce à ses manières charmantes, le faux chauffeur enflamme bientôt Catherine d'affection, de sorte qu'un jour elle le laisse même entrer dans la Villa Braun. Le meilleur ami de Hans, Eduard, découvre ce personnage méchant de son ami et pousse un jour son double jeu à l'extrême avec sa propre idée folle. Après que Catherine gifle le pressant Eduard au visage, ce qui amuse beaucoup Hans, Eduard, éméché, "congédie" Hans dans son rôle de chauffeur présumé devant les yeux de Catherine, ce qui bouleverse profondément la fille au cœur simple. « L'empotée », comme l'a qualifiée Tobby, un domestique de Hans, pense qu’elle est responsable de cette situation et donc du chômage de Hans, elle rassemble toutes ses économies. Elle achète à Hans un vieux taxi branlant avec lequel il peut poursuivre un nouvel emploi. Avec le camion de ferraille qu'elle a acheté, Catherine n'a gagné que le ridicule et le mépris en public.
Au vu de la noble action de Catherine, Hans, pris de remords, lui écrit une lettre d'adieu dans laquelle il explique les raisons de ses fausses déclarations et le farce résultante. Mais Catherine, ne sachant pas lire, se rend chez Hans. Hans von Gerstikow est profondément affecté par tout ce développement, et tous deux partent en excursion à la campagne avec le taxi, qui s'effondre progressivement. Dans le vert, Catherine avoue qu'elle ne sait pas lire et lui demande de lire les lignes qu'il a écrites dans la lettre d'adieu. Sans plus tarder, Hans improvise et transforme les lignes d'adieu en lettre d'amour. Il se rend compte peu à peu du mauvais tour qu'il a joué à Catherine et à quel point il l'avait instrumentalisée à ses propres fins.
Pendant ce temps, le père Braun abandonne. Sa fille lui fait vivre l'enfer parce qu'il ne veut pas accepter Hans comme son futur gendre. Serrant les dents, il se rend chez Gerstikow et lui dit qu'il peut épouser sa fille, même s'il ne comprend pas ce que Sybill pense de lui. Mais Hans n'est plus sûr de ses sentiments pour Sybill. Lorsque Sixtus Braun apprend de sa secrétaire Steinschneider qu'il veut voir Gerstikow avec l'aide cuisinière Catherine, Braun n'en croit pas ses oreilles. Sixtus envisage d'utiliser ces connaissances en sa faveur. Il entend Catherine et apprend qu'elle a l'intention d'épouser le faux chauffeur Hans. Lors d'une prochaine fête au cours de laquelle Catherine est censée servir de l'alcool, le père Braun veut confronter Catherine à Hans et espère qu'elle fera une scène.
Mais la fille sauve Hans de la situation malheureuse quand elle le voit très élégamment et noblement habillé à cette même fête et fait semblant de ne pas le connaître. Ce n'est pas le simple chauffeur qui est son préféré. Le scandale de Sixtus n'a pas lieu. Hans court après Catherine, qui quitte la salle, mais elle ne veut plus rien avoir à faire avec lui. Sixtus Braun, à son tour, refuse de parler de Hans avec sa fille. Catherine quitte la maison Braun et se rend à la gare. Elle est alors arrêtée par la police qui la prend pour une voleuse de montres. Hans von Gerstikow retourne cette fois la police pour empêcher Catherine de partir précipitamment. Hans est maintenant sûr de ses vrais sentiments et lui fait enfin comprendre que les différences de classe ne comptent pas en amour, même si Catherine lui fait comprendre qu'elle ne veut pas d'un "bon gentleman". Hans dit, pas entièrement à tort, qu'il n'est pas cela non plus. Puis les deux se prennent dans les bras l'un de l'autre.

## Fiche technique
- Titre : Catherine
- Titre original : Katharina die Letzte
- Réalisation : Hermann Kosterlitz
- Scénario : Felix Joachimson, Nóti Károly (en)
- Musique : Nicholas Brodszky
- Direction artistique : Erwin Scharf
- Costumes : Gerdago
- Photographie : Theodore J. Pahle
- Son : Alfred Norkus (de)
- Montage : Viktor Gertler
- Production : Joe Pasternak
- Sociétés de production : Universal Film GmbH
- Société de distribution : Universal Pictures
- Pays d'origine :  Autriche
- Langue : allemand
- Format : Noir et blanc - 1,37:1 - Mono - 35 mm
- Genre : Comédie romantique
- Durée : 89 minutes
- Dates de sortie :
  - Autriche : 20 janvier 1936
  - Hongrie : 23 janvier 1936
  - Finlande : 30 août 1936
  - France : 25 décembre 1936[1]
  - Danemark : 5 avril 1937
  - URSS : 4 avril 1938

## Distribution
- Franciska Gaal : Katharina Linze
- Hans Holt : Hans von Gerstikow
- Hans Olden (de) : Eduard, son ami
- Otto Wallburg : Sixtus Braun
- Dorothy Poole : Sibyll, sa fille
- Verebes Ernő (en) : Tobby, le majordome de Hans
- Paul Morgan : Stephan, le majordome des Braun
- Eduard Linkers : Steinschneider, le secrétaire de Braun
- Adrienne Gessner : Berta, la cuisinière de Braun
- Fritz Imhoff : Le vendeur du taxi
- A. E. Licho : Son excellence, diplomate et amateur d'opéra
- Georg Schmieter (de) : Le sapeur-pompier
- Sigurd Lohde (de) : Le commissaire
- Les Comedian Harmonists